# Elche
Elche (Valenciaans, ook officieel: Elx) is een gemeente en de hoofdstad van de Spaanse comarca Baix Vinalopó. Elche ligt op 23 kilometer van Alicante. Naar inwoneraantal, 227.659 op 1 januari 2016, is Elche de op twee na grootste stad van de regio Valencia.
Het oorspronkelijke centrum van Elche ligt in de archeologische vindplaats L'Alcudia. Hier is het borstbeeld van de Dama de Elche gevonden.

## Palmeral van Elche
Omstreeks de 10e eeuw vestigden de Arabieren de stad op de huidige plaats en omgaven deze met palmbomen. Daardoor wordt Elche in enkele kronieken uit die tijd vergeleken met de heilige stad van de islam. Ook een boomgaard met dadelpalmen en irrigatiesysteem werd in de 10e eeuw door de Moren aangelegd. Deze palmboomgaard (palmeral) is een zeldzaam voorbeeld van Arabische landbouwpraktijken in Europa. Meer dan 300.000 palmbomen geven Elche een exotische sfeer. De palmbomen mogen niet worden omgehakt. Deze Palmeral is eind 2000 tijdens de 24e sessie van de Commissie voor het Werelderfgoed door UNESCO tot werelderfgoed verklaard.

## Demografische ontwikkeling
Bron: INE; 1857-2011: volkstellingen
Opm: Bevolkingscijfers in duizendtallen

## Het Mysterie van Elche
In Elche wordt ieder jaar op 14 en 15 augustus Het Mysterie van Elche (Misterio de Elche) opgevoerd, een voorstelling over de laatste levensdagen, de ten hemelstijging en de kroning van de Heilige Maria en welke daar La Festa wordt genoemd. In deze Valenciaanse stad heeft het mysteriespel zijn oorspronkelijk vorm weten te behouden en is het tot op heden het enige middeleeuws spel in die vorm. De toelating kreeg men daarvoor van paus Urbanus VIII in 1632. De opvoering werd in 1931 erkend als nationaal erfgoed en in 2001 kwam het Misterio de Elche op de Lijst van Meesterwerken van het Orale en Immateriële Erfgoed van de Mensheid van UNESCO. Het vindt plaats in en om de Santa Mariabasiliek. Bijkomende traditie is een groot vuurwerkfestival op 14 augustus.

## Sport
Elche CF is de professionele voetbalclub van Elche en speelt in het Estadio Manuel Martínez Valero. De club speelde meerdere seizoenen op het hoogste Spaanse niveau, de Primera División. Elche was speelstad voor het WK Voetbal van 1982 en de wedstrijden werden gespeeld in het Estadio Manuel Martínez Valero.

## Geboren in Elche
- Alfredo Javaloyes López (1865-1944), componist-dirigent
- David Muñoz (1979), wielrenner
- Blanca Paloma (1989), zangeres
- Carlos Akapo (1993), voetballer
- Saúl Ñíguez (1994), voetballer

- Biblioteca Nacional de España: XX451089
- Bibliothèque nationale de France: cb11963648g (data)
- Gemeinsame Normdatei: 4197923-0
- Library of Congress Control Number: n80050262
- MusicBrainz: 67d2ca28-842d-4e59-9aba-54ecccc5a16d
- Nationale Bibliotheek van Israël: 987007548065905171
- Système universitaire de documentation: 027637859
- Virtual International Authority File: 127837820
- WorldCat: E39PBJqbhPTDpqJt47MCrvRR8C

Albacete · Alicante · Almería · Ávila · Badajoz · Badalona · Barcelona · Bilbao · Burgos · Cáceres · Cádiz · Cartagena · Castelló de la Plana · Ceuta · Ciudad Real · Córdoba · A Coruña · Cuenca · Elche/Elx · Gijón · Girona · Granada · Guadalajara · L'Hospitalet de Llobregat · Huelva · Huesca · Jaén · Jerez de la Frontera · León · Lleida · Logroño · Lugo · Madrid · Málaga · Melilla · Mérida · Móstoles · Murcia · Oviedo · Ourense · Palencia · Palma · Las Palmas de Gran Canaria · Pamplona · Pontevedra · Sabadell · Salamanca · San Sebastián · Santa Cruz de Tenerife · Santander · Santiago de Compostella · Segovia · Sevilla · Soria · Tarragona · Terrassa · Teruel · Toledo · Valencia · Valladolid · Vigo · Vitoria-Gasteiz · Zamora · Zaragoza
Agost · Agres · Aigües · Albatera · Alcalalí · Alcocer de Planes · Alcoleja · Alcoy · Alfafara · Algorfa · Algueña · Alicante · Almoradí · Almudaina · Altea · Aspe · Balones · Banyeres de Mariola · Benasau · Beneixama · Benejúzar · Benferri · Beniarbeig · Beniardá · Beniarrés · Benidoleig · Benidorm · Benifallim · Benifato · Benigembla · Benijófar · Benilloba · Benillup · Benimantell · Benimarfull · Benimassot · Benimeli · Benissa · Benitachell · Biar · Bigastro · Bolulla · Busot · Callosa d'en Sarrià · Callosa de Segura · Calp · Campo de Mirra  · Cañada· Castalla · Castell de Castells · Catral · Cocentaina · Confrides · Cox · Crevillent · Daya Nueva · Daya Vieja · Dénia · Dolores · El Campello · El Castell de Guadalest · El Ràfol d'Almúnia · El Verger · Elche · Elda · Els Poblets · Facheca · Famorca · Finestrat · Formentera del Segura · Gaianes · Gata de Gorgos · Gorga · Granja de Rocamora · Guardamar del Segura · Hondón de las Nieves · Hondón de los Frailes · Ibi · Jacarilla · Jávea · Jijona · L'Alfàs del Pi · L'Alqueria d'Asnar · L'Atzúbia · La Nucia · La Romana · La Vall d'Alcalà · La Vall d'Ebo · La Vall de Laguar · Llíber · Lorcha · Los Montesinos · Millena · Monforte del Cid · Monóvar · Murla · Muro de Alcoy · Mutxamel · Novelda · Ondara · Onil · Orba · Orihuela · Orxeta · Parcent · Pedreguer · Pego · Penàguila · Petrer · Pilar de la Horadada · Pinoso · Planes · Polop · Quatretondeta · Rafal · Redován · Relleu · Rojales · Sagra · Salinas · San Fulgencio · San Isidro · San Miguel de Salinas · San Vicente del Raspeig · Sanet y Negrals · Sant Joan d'Alacant · Santa Pola · Sax · Sella · Senija · Tàrbena · Teulada · Tibi · Tollos · Tormos · Torremanzanas · Torrevieja · Vall de Gallinera · Villajoyosa · Villena · Xaló